# زغبة صخرية
زغبة صخرية (الاسم العلمي: Graphiurus rupicola) (بالإنجليزية: Rupicolous African Dormouse)‏ هو نوع من الثدييات يتبع جنس الزغبة الأفريقية من فصيلة الزغبات.